# Caio Mânlio Valente
Caio Mânlio Valente (em latim: Gaius Manlius Valens; 6 – 96 (90 anos)) foi um senador romano eleito cônsul em 96 com Caio Antíscio Veto. As fontes divergem a respeito de seu prenome. Diversas inscrições atestam que era "Tito", mas Dião Cássio e os Fastos Ostienses afirmam que era "Caio".

## Carreira
Com 45 ou 46 anos de idade, Valente já era um legado mais velho do que a média para um comandante de uma legião na Britânia quando o governador Públio Ostório Escápula. Não se sabe definitivamente qual era a legião: a Legio II Augusta já foi proposta, mas Anthony Birley acredita que a Legio XX Valeria Victrix é mais provável. Apesar do imperador Cláudio ter rapidamente selecionado um substituto, Aulo Dídio Galo, os siluros derrotaram a legião de Valente no intervalo de tempo entre a morte de Escápula e a chegada de Galo.
A derrota na Britânia provavelmente atrasou sua carreira, pois Mânlio Valente não aparece mais no registro histórico até o final do reinado de Nero, quando tornou-se legado da recém-formada I Italica, em Lugduno, o que, nas palavras de Barley, fez de Valente, "aos sessenta e dois ou sessenta e três, o mais velho legado legionário conhecido". Durante o ano dos quatro imperadores (69), Valente e sua legião apoiaram Vitélio, mas ele não caiu nas graças do imperador por que Fábio Valente o difamava por trás de suas costas. Como a I Italica estava presente nas duas batalhas em Bedríaco, é provável que Valente tenha participado de uma ou das batalhas. Porém, com o sucesso de Vespasiano, Valente se retirou da vida pública. 
O motivo pelo qual Domiciano o selecionou para o consulado em 96, sabendo que ele era um inimigo de seu pai, é um mistério. Ele morreu no ano de seu consulado.